# RMSV Edelweiss Aach
Der RMSV Edelweiss Aach e.V. (Rad- und Motorsportverein Edelweiss Aach) ist ein Sportverein aus Aach im Landkreis Konstanz in Baden-Württemberg. Schwerpunkt der sportlichen Tätigkeit ist Kunstradfahren auf dem Einrad und dem Kunstrad mit Mannschaften in der Schüler-, Jugend- und Amateurklasse. Im 4er-Kunstrad der Frauen wurde der Verein 2007 und 2009 Weltmeister und 2008 Vizeweltmeister. An den Deutschen Schülermeisterschaft 2012 wurden die deutschen Meistertitel 100 bis 102 der Vereinsgeschichte geholt. Außerdem konnte der RMSV 2022 den 15. Europameistertitel verzeichnen. Seit einigen Jahren betreibt der Verein auch Radball und nimmt an Korsoveranstaltungen teil, wird aber zu 95 % geprägt vom Einsatz und den Erfolgen der Kunstradsportler.

## Trainer
Trainiert wurden die Aktiven von einem Trainerteam unter der Leitung von Paul Gaißer, Kampfrichterobmann im Badischen Rad- und Motorfahrer Bund und internationaler Kampfrichter (bis zum Erreichen der Altersgrenze des 65. Lebensjahres im Jahre 2003). 1990, an der Süddeutschen Meisterschaft in Singen, wurde ihm die „Ehrennadel des Landes Baden-Württemberg“ verliehen. Am 14. Oktober 2008 zeichnete Regierungspräsident Julian Würtenberger Paul Gaißer mit dem Bundesverdienstkreuz am Bande aus. Gleichzeitig erhielt er die Ehrenmedaille der Stadt Aach durch Bürgermeister Severin Graf. Im Frühjahr 2010 übernahm die zweifache 4er-Kunstrad-Weltmeisterin Katja Gaißer den Posten der „Cheftrainerin“. Sie wird von Paul Gaißer, den drei weiteren Aacher Weltmeisterinnen Manuela Dieterle, Ines Rudolf, Simone Rudolf sowie Wilfried Schwarz unterstützt.

## Erfolge von 1963 bis 2021
- Hallenradsport-Weltmeisterschaften:
  - 4er Kunstrad Frauen 2005: 4. Platz
  - 4er Kunstrad Frauen 2007: 1. Platz, Weltmeister Manuela Dieterle, Katja Gaißer, Ines Rudolf, Simone Rudolf
  - 4er Kunstrad Frauen 2008: 2. Platz, Vize-Weltmeister Manuela Dieterle, Katja Gaißer, Ines Rudolf, Simone Rudolf
  - 4er Kunstrad Frauen 2009: 1. Platz, Weltmeister Manuela Dieterle, Katja Gaißer, Ines Rudolf, Simone Rudolf
- Deutschland-Pokal
  - 6er Kunstrad Frauen: 2000, 2002, 2003, 2006, 2016
- Bundespokal:
- 6er Einrad Frauen: 1998, 1999, 2000, 2004, 2005, 2006, 2007
- 4er Einrad Frauen: 2005
- 4er Einrad Männer (offene Klasse): 2008, 2009, 2010
- 4er Kunstrad Frauen: 2007, 2008, 2009
- European-Team-CUP: 2004, 2007, 2009, 2010, 2011
- Auszeichnung Grünes Band: 2005
- Goldpokalgewinn für den erfolgreichsten Hallenradsportverein durch den BDR

1987, 1990, 1991, 1997, 1998, 1999, 2000, 2002, 2003, 2004. 2005, 2006, 2007, 2008, 2010, 2011, 2012, 2015, 2017, 2018
- Junior-Mannschafts-Cup:
  - 4er Einrad Juniorinnen: 1999, 2001, 2004, 2005, 2010, 2013, 2014, 2016
  - 4er Kunstrad Juniorinnen: 2000, 2001, 2002, 2003, 2004, 2005, 2006, 2013, 2014, 2015, 2016
  - 6er Kunstrad Juniorinnen/offene Klasse: 2001, 2003, 2004, 2005, 2010, 2011, 2012, 2013, 2014,
  - 6er Einrad Juniorinnen/offene Klasse: 2003, 2004, 2005, 2010, 2011, 2012, 2013, 2014, 2015, 2016
  - 6er Kunstrad Junioren: 2003
  - 6er Einrad Junioren: 2003
  - 4er Einrad offene Klasse: 2010, 2011, 2012, 2013, 2014
  - 4er Kunstrad offene Klasse: 2013, 2015
- Junioren-Europameister:
  - 4er Kunstrad Juniorinnen: 2000, 2001, 2002, 2003, 2004, 2005, 2010, 2011, 2013, 2014, 2015, 2016, 2018, 2021, 2022, 2023
- Bezirks-/Kreismeister: 648
- Badischer Meister: 505
- Süddeutscher Meister: 93
- Baden-Württembergischer Meister: 51
- Deutscher Meister: 140
- Deutscher Vizemeister: 103
- 3. Platz an der DM: 75

## Geschichte
Der RMSV Edelweiss Aach wurde am 16. März 1899 von 21 Radfahrern unter dem Namen „Velo Club Aach“ gegründet. Die damalige Hauptziele waren die Beschaffung von Fahrrädern, Kameradschaftspflege und gemeinsame Ausfahrten.
Im Jahr 1904 wurde der Vereinsname in „Radfahrverein Aach“ geändert und wurde gleichzeitig Mitglied im Süddeutschen Radfahrer-Bund. Das Bundesfest der Radfahrer wurde 1907 in Aach ausgerichtet. Neben anderem wie Preiskorso etc. war erstmals und in kleinem Rahmen von Kunstradfahrauftritten die Rede. Diese Disziplin spielte aber in den Jahren darauf keine Rolle mehr. 1922 wurde der Name in „Radfahrverein Edelweiß Aach“ geändert.
Nach der Ruhezeit während des Zweiten Weltkrieges wird der Verein 1946 wieder aktiv und feiert 1949 sein 50-jähriges Jubiläum mit dem 1. Radfahrerfest in Südbaden. Im Juli 1960 fand das VII. Bundesfest des BRMB in Aach statt, dabei nahmen 80 Vereine am Bundespreis-Korso teil.
Nach der Wiedererstarkung des Vereins durch Wiederaufnahme des Kunstradsportes 1965, startete der 6er Kunstrad Junioren als erste Mannschaft 1967 an einer Badischen Meisterschaft.
Bei der Deutschen Meisterschaft 1978 in Marburg standen insgesamt sieben Mannschaften auf dem Treppchen. Am erfolgreichsten war der 4er Einrad Junioren mit dem Gewinn der ersten deutschen Meisterschaft.
Alexander Gaißer – seit November 1990 Pirouetten-Weltrekordhalter – gewann 1991 in der Fernsehsendung Wetten, dass..? als Herausgeforderter eine Pirouetten-Wette.
Zum 100-jährigen Vereinsjubiläum ist der RMSV Edelweiss Aach Ausrichter der Hallenrad-DM der Elite in Singen.
Katja Gaißer, Manuela Dieterle, Simone Rudolf und Christine Zimmermann gewannen die harte WM-Ausscheidung ganz knapp und fuhren zur Weltmeisterschaft 2004. Bei der Weltmeisterschaft in Tata (Ungarn) unterlag der Aacher Vierer dem Quartett aus Uzwil (Schweiz) und wurde damit „Vize-Weltpokalsieger“. Zum zehnten Mal wurde der RMSV Deutschlands erfolgreichster Hallenradsportverein und bekam vom BDR den Gold-Pokal 2004.
Ab 2005 wurde das 4er Kunstrad der Frauen WM-Disziplin und bei der WM in Freiburg/Deutschland das erste Regenbogentrikot in dieser Disziplin vergeben. Die Anstrengungen der Mannschaftsvereine in den letzten Jahren wurden ab 2005 nunmehr international honoriert.
Den größten Erfolg in der bisherigen Vereinsgeschichte feierte der Verein bei der Hallenradsport-Weltmeisterschaft 2007 in Winterthur (Schweiz). Manuela Dieterle, Katja Gaißer, Ines Rudolf und Simone Rudolf wurden im 4er Kunstrad der Frauen Weltmeister und erhielten das Regenbogentrikot vor den Teams Hohenems (Österreich) und Hombrechtikon (Schweiz). Beim Empfang der Stadt Aach trugen sich die vier Weltmeisterinnen und Cheftrainer Paul Gaißer ins Goldene Buch der Stadt Aach ein. Mit einem Vorsprung von 88 Punkten war der Verein auch im Jahr 2007 der erfolgreichste deutsche Hallenradsportverein und wurde zum 13. Mal mit dem Gold-Pokal des BDR ausgezeichnet.
Aach wurde vom BDR für die Weltmeisterschaften 2008 in Dornbirn (Österreich) nominiert. In Dornbirn mussten sich Manuela Dieterle, Katja Gaißer, Ines Rudolf und Simone Rudolf nur dem 4er aus Hohenems (Österreich) geschlagen geben und holten für Deutschland Silber und damit den Vize-Weltmeistertitel nach Aach.
Beim Deutschland-Pokal in Schwanewede 2009 sicherte sich der 4er Kunstrad Frauen bereits vorzeitig die WM-Teilnahme für die Hallenrad-WM in Tavira (Portugal). In Tavira wurden Manuela Dieterle, Katja Gaißer, Ines Rudolf und Simone Rudolf mit einer fehlerfreien Kür, sowohl im Vorkampf als auch im Finale, nach 2007 wiederum Weltmeister. Sie holten damit den Titel nach Deutschland zurück. Titelverteidiger Hohenems (Österreich) musste sich mit Silber begnügen, Bronze ging an die Schweiz.
Zum 15. Mal gewann der RMSV den Gold-Pokal und war damit im Jahr 2010 der erfolgreichste deutsche Hallenradsportverein.
In Weissach i.T. fuhren Sybille Gallmann, Larissa Klipphahn, Rebecca Jurisch und Carina Paukstadt beim Länderkampf gegen Österreich 2011 einen neuen Weltrekord mit 185,29 Punkte heraus. In Oberbüren/Schweiz gewann der RMSV zum dritten Mal in Folge und insgesamt zum fünften Mal den European-Team-CUP. Damit ging der ETC nach 10-jähriger Austragung in das Eigentum des RMSV über. 2011 ist der RMSV Aach wiederum der erfolgreichste deutsche Hallenradsportverein und wird dafür durch den Bund Deutscher Radfahrer mit dem Gold-Pokal ausgezeichnet. 158 Punkte erhielt der RMSV und lag damit vor dem Liemer RC (119 Punkte) und dem RKV Denkendorf (89 Punkte). Insgesamt kamen 127 Vereine in die Wertung.
Bei der Deutschen Juniorenmeisterschaft in Aalen-Unterkochen 2012, wurde der 4er Einrad Juniorinnen, der 6er Kunstrad, der 4er Einrad Junioren und der 4er Kunstrad Juniorinnen Deutscher Meister. Es ist der 99. DM-Titel in der Vereinsgeschichte.
In Gutach / Schwarzwald an der Deutschen Schülermeisterschaft holt der 4er Kunstrad Schüler mit Katharina Gohm, Nadine Schmid, Lutz Behrendt und Erik Schwarz den 100. DM-Titel nach Aach. Im 6er Einrad Schüler und 4er Einrad Schüler folgen die DM-Titel Nr. 101 und 102.
Beim Junior-Mannschafts-Cup 2013 in Schwanewede/Niedersachsen dominiert der RMSV Aach. Der RMSV Aach gewinnt im 4er Kunstrad Juniorinnen, 6er Kunstrad, 4er Einrad Juniorinnen, 6er Einrad, 4er Kunstrad Junioren (offene Klasse) und 4er Einrad Junioren (offene Klasse).
Bei der Deutschen Juniorenmeisterschaft in Nufringen/Württemberg 2013 dominiert der RMSV Aach die Mannschaftsdisziplinen und gewinnt 5 von 6 Disziplinen. Deutscher Meister wurde der 4er Einrad Junioren, 4er Kunstrad Junioren, 4er Kunstrad Juniorinnen, 6er Einrad und 6er Kunstrad. Der 4er Einrad der Juniorinnen wird Deutscher Vizemeister. Der 6er Kunstrad verbessert seinen eigenen gehaltenen deutschen Rekord auf 175,57 Punkte und der 4er Kunstrad der Juniorinnen stellt mit 187,88 eine neue HRS-Jahresbestleistung auf.
In Altdorf/Schweiz werden Patricia Gut, Cornelia Henninger, Mara Siegert und Anna Weinmann mit 184,12 Punkten vor der Schweiz und Österreich Junioren-Europameister 2013.
In Berlin-Spandau wird der 4er Einrad Schüler, der 4er Einrad Schülerinnen und der 6er Einrad Schüler Deutscher Schülermeister 2013.